# Ла Солитарија (Комо)
Ла Солитарија је насеље у Италији у округу Комо, региону Ломбардија.
Према процени из 2011. у насељу је живело 36 становника. Насеље се налази на надморској висини од 482 м.